# Aidani Mavro
Die Rotweinsorte Aidani Mavro (auch Aïdani Mavro geschrieben) ist auf der griechischen Inselgruppe der Kykladen heimisch, insbesondere auf den Inseln Náxos, Santorin (siehe Santorin-Wein) und Paros. Verwendung findet der aus Aidani Mavro gekelterte Wein im berühmten Monemvasia Kokkini. Im Verschnitt mit der Rebsorte Mandilaria wird auch ein Strohwein auf Santorin erzeugt.
Es gibt auch eine Weißweinsorte mit dem Namen Aidani Aspro.
Synonyme: Aedano Mavro, Aidani Noir, Aïdani Mavro, Maraidano Mavraidano, Mayraedano oder Santorin

## Ampelographische Sortenmerkmale
In der Ampelographie wird der Habitus folgendermaßen beschrieben:
- Die Triebspitze ist offen. Sie ist weißwollig behaart, mit leicht karminrotem Anflug. Die hellgrünen, bronzefarben gefleckten Jungblätter sind nur leicht wollig behaart.
- Die mittelgroßen Blätter sind fünflappig und tief gebuchtet (siehe auch den Artikel Blattform). Die Stielbucht ist geschlossen und die Enden überlappen. Das Blatt ist spitz gesägt. Die Zähne sind im Vergleich zu anderen Rebsorten eng gesetzt.
- Die walzen- bis konusförmige Traube ist groß und recht dichtbeerig. Die rundlichen bis leicht ovalen Beeren sind mittelgroß und von bläulich-violetter Farbe. Die Beeren sind sehr saftig.

Aidanii Mavro ist eine Varietät der Edlen Weinrebe (Vitis vinifera). Sie besitzt zwittrige Blüten und ist somit Selbstbefruchter. Beim Weinbau wird der ökonomische Nachteil vermieden, keinen Ertrag liefernde männliche Pflanzen anpflanzen zu müssen.